# 小林夕里子
小林 夕里子（こばやし ゆりこ、生年月日非公開）は、日本のエッセイスト（Essayst）である。愛称は、コバユリ。
出身地は東京。。

## 来歴・人物
執筆活動のほかに、TV・ラジオ・イベント出演、アウトドアブランドやキャンプ場のプロデュース、フリーペーパーの発行などを手掛ける。
- 2002年 - 「本田宗一郎物語」に感銘を受けて二輪免許を取得。オートバイツーリングの素晴らしさに目覚め、北海道から沖縄まで日本中を旅する。
- 2003年 - 『GOGGLE』（モーターマガジン社）にて、北海道バイク旅行記を初連載。OL兼業ライダーライターとして執筆活動を開始。
- 2006年 - フリーランスライターとなり、オートバイ雑誌、ライフスタイル誌、一般誌などで、女性のアクティブ＆ナチュラルなライフスタイルに関するエッセイを中心に執筆。
- 2009年 - 女性・ビギナーに向けた海外ツーリングの企画アテンドを開始。
- 2010年 - MOTOアウトドアブランド「nomadica」（ノマディカ）を創設。
- 2015年 - 北軽井沢のキャンプ場「アースマイルビレッジ」創業メンバーとして尽力。プロデューサーに就任。
- 2018年 - 浅間山麓おでかけマガジン「karu×2」（カルカル）を創刊。
- 愛車（オートバイ）

1. BMW　R80G/S

- 過去の愛車（オートバイ）

1. HONDA　XL230ほか

## 掲載誌
- 新聞各紙、JTBムック、ほかライフスタイル関連媒体

## 出演
- カーグラフィックTV（2008年、BS朝日）
- バイクライフTV（2008年、ActOnTV）
- 夏目☆記念日（2013年、テレビ朝日）
- Ready Steady Go!（2014年、FM軽井沢）
- 道端アンジェリカのHAPPY STYLE（2014年、ソラトニワFM）
- 篠原ともえの東京まちかど☆天文台（2015年、東京FM）
- ひるまえほっと（2017年、NHK総合）